# German Juniors 1988
Das German Juniors 1988 im Badminton fand vom 30. bis zum 31. Januar 1988 in Gütersloh statt. Es war die 5. Austragung des bedeutendsten internationalen Juniorenwettbewerbs in Deutschland. Veranstalter war der Deutsche Badminton-Verband, Ausrichter der CfB Gütersloh.
Die Turnierserie wurde 1988 noch unter der Bezeichnung „Internationale Deutsche Jugendmeisterschaft“ durchgeführt. Später wurde sie umbenannt und nennt sich heute „German Junior“, „German Juniors U19“ oder „Internationale Deutsche Meisterschaften U19“.

## Sieger und Platzierte
| Disziplin    | Gold                             | Silber                            | Bronze                                 |
| ------------ | -------------------------------- | --------------------------------- | -------------------------------------- |
| Herreneinzel | Christian Ljungmark              | Rikard Gruvberg                   | Peter Hansson                          |
| Herreneinzel | Christian Ljungmark              | Rikard Gruvberg                   | Anders Hansson                         |
| Dameneinzel  | Aiko Miyamura                    | Hisako Mizui                      | Andrea Findhammer                      |
| Dameneinzel  | Aiko Miyamura                    | Hisako Mizui                      | Beata Syta                             |
| Herrendoppel | Ronny Dahl Christian Ljungmark   | Peter Hansson Rikard Gruvberg     | Gordon Teigelkämper Michael Mühl       |
| Herrendoppel | Ronny Dahl Christian Ljungmark   | Peter Hansson Rikard Gruvberg     | Christoph Krämer Stefan Moses          |
| Damendoppel  | Aiko Miyamura Hisako Mizui       | Kaiko Nakahara Miwa Kai           | Jessica Reinholdsson Susanne Jacobsson |
| Damendoppel  | Aiko Miyamura Hisako Mizui       | Kaiko Nakahara Miwa Kai           | Kerstin Weinbörner Karen Stechmann     |
| Mixed        | Christian Ljungmark Astrid Crabo | Michael Helber Kerstin Weinbörner | Fernando Poyatos Angelika Funke        |
| Mixed        | Christian Ljungmark Astrid Crabo | Michael Helber Kerstin Weinbörner | Uwe Ossenbrink Andrea Findhammer       |